# Vásárosfalu
Vásárosfalu é um município da Hungria, situado no condado de Győr-Moson-Sopron. Tem 4,2 km² de área e sua população em 2015 foi estimada em 146 habitantes.